# Wereldbeker mountainbike 2013
De Wereldbeker mountainbike 2013 wordt gehouden van mei tot en met september 2013. Wielrenners strijden in de disciplines crosscountry, crosscountry eliminator en downhill.
Het was dit seizoen voor de 23ste maal dat de wereldbeker door de Internationale Wielerunie (UCI) werd georganiseerd. De manches waren verspreid over Europa en Noord-Amerika.
Nieuw deze editie was de intrede van een eindklassement in de crosscountry eliminator discipline.

## Crosscountry

### Mannen

#### Kalender en podia
| Nr. | Datum      | Locatie     | Eerste           | Tweede               | Derde            | Leider in het klassement |
| --- | ---------- | ----------- | ---------------- | -------------------- | ---------------- | ------------------------ |
| 1.  | 19/05/2013 | Albstadt    | Daniel McConnell | Sergio Mantecón      | Jaroslav Kulhavý | Daniel McConnell         |
| 2.  | 26/05/2013 | Nové Město  | Nino Schurter    | Julien Absalon       | Lukas Flückiger  | Daniel McConnell         |
| 3.  | 15/06/2013 | Val di Sole | Nino Schurter    | Julien Absalon       | Jaroslav Kulhavý | Nino Schurter            |
| 4.  | 27/07/2013 | Vallnord    | Nino Schurter    | Ondřej Cink          | Stéphane Tempier | Nino Schurter            |
| 5.  | 10/08/2013 | Mt-St-Anne  | Julien Absalon   | José Antonio Hermida | Nino Schurter    | Nino Schurter            |
| 6.  | 14/08/2013 | Hafjell     | Jaroslav Kulhavý | Nino Schurter        | Manuel Fumic     | Nino Schurter            |

### Vrouwen

#### Kalender en podia
| Nr. | Datum      | Locatie     | Eerste           | Tweede            | Derde             | Leidster in het klassement |
| --- | ---------- | ----------- | ---------------- | ----------------- | ----------------- | -------------------------- |
| 1.  | 19/05/2013 | Albstadt    | Eva Lechner      | Maja Włoszczowska | Katrin Leumann    | Eva Lechner                |
| 2.  | 26/05/2013 | Nové Město  | Tanja Žakelj     | Maja Włoszczowska | Catharine Pendrel | Maja Włoszczowska          |
| 3.  | 15/06/2013 | Val di Sole | Tanja Žakelj     | Kateřina Nash     | Emily Batty       | Tanja Žakelj               |
| 4.  | 27/07/2013 | Vallnord    | Sabine Spitz     | Kateřina Nash     | Eva Lechner       | Tanja Žakelj               |
| 5.  | 10/08/2013 | Mt-St-Anne  | Kateřina Nash    | Maja Włoszczowska | Tanja Žakelj      | Tanja Žakelj               |
| 6.  | 14/08/2013 | Hafjell     | Irina Kalentieva | Eva Lechner       | Julie Bresset     | Tanja Žakelj               |

## Crosscountry eleminator

### Mannen

#### Kalender en podia
| Nr. | Datum      | Locatie     | Eerste            | Tweede              | Derde                 | Leider in het klassement |
| --- | ---------- | ----------- | ----------------- | ------------------- | --------------------- | ------------------------ |
| 1.  | 17/05/2013 | Albstadt    | Daniel Federspiel | Thomas Litscher     | Miha Halzer           | Daniel Federspiel        |
| 2.  | 24/05/2013 | Nové Město  | Kenta Gallagher   | Christian Pfäffle   | Simon Gegenheimer     | Daniel Federspiel        |
| 3.  | 13/06/2013 | Val di Sole | Daniel Federspiel | Miha Halzer         | Simon Gegenheimer     | Daniel Federspiel        |
| 4.  | 25/07/2013 | Vallnord    | Fabrice Mels      | Catriel Andrés Soto | Titouan Perrin Ganier | Daniel Federspiel        |
| 5.  | 12/09/2013 | Hafjell     | Simon Gegenheimer | Matthias Wengelin   | Catriel Andrés Soto   | Daniel Federspiel        |

### Vrouwen

#### Kalender en podia
| Nr. | Datum      | Locatie     | Eerste             | Tweede             | Derde           | Leidster in het klassement |
| --- | ---------- | ----------- | ------------------ | ------------------ | --------------- | -------------------------- |
| 1.  | 17/05/2013 | Albstadt    | Alexandra Engen    | Kathrin Stirnemann | Nadine Rieder   | Alexandra Engen            |
| 2.  | 24/05/2013 | Nové Město  | Jenny Rissveds     | Kathrin Stirnemann | Alexandra Engen | Alexandra Engen            |
| 3.  | 13/06/2013 | Val di Sole | Alexandra Engen    | Kathrin Stirnemann | Linda Indergand | Alexandra Engen            |
| 4.  | 25/07/2013 | Vallnord    | Kathrin Stirnemann | Alexandra Engen    | Jenny Rissveds  | Alexandra Engen            |
| 5.  | 12/09/2013 | Hafjell     | Jenny Rissveds     | Eva Lechner        | Alexandra Engen | Alexandra Engen            |

## Downhill

### Mannen

#### Kalender en podia
| Nr. | Datum      | Locatie      | Eerste       | Tweede          | Derde            | Leider in het klassement |
| --- | ---------- | ------------ | ------------ | --------------- | ---------------- | ------------------------ |
| 1.  | 09/06/2013 | Fort William | Gee Atherton | Brook MacDonald | Steve Smith      | Gee Atherton             |
| 2.  | 16/06/2013 | Val di Sole  | Gee Atherton | Steve Smith     | Greg Minnaar     | Gee Atherton             |
| 3.  | 28/07/2013 | Vallnord     | Rémi Thirion | Gee Atherton    | Samuel Hill      | Gee Atherton             |
| 4.  | 11/08/2013 | Mt-St-Anne   | Steve Smith  | Gee Atherton    | Samuel Hill      | Gee Atherton             |
| 5.  | 15/09/2013 | Hafjell      | Steve Smith  | Danny Hart      | Andrew Neethling | Gee Atherton             |
| 6.  | 22/09/2013 | Leogang      | Steve Smith  | Loïc Bruni      | Michael Hannah   | Steve Smith              |

### Vrouwen

#### Kalender en podia
| Nr. | Datum      | Locatie      | Eerste          | Tweede          | Derde           | Leidster in het klassement |
| --- | ---------- | ------------ | --------------- | --------------- | --------------- | -------------------------- |
| 1   | 09/06/2013 | Fort William | Rachel Atherton | Manon Carpenter | Emmeline Ragot  | Rachel Atherton            |
| 2   | 16/06/2013 | Val di Sole  | Rachel Atherton | Emmeline Ragot  | Floriane Pugin  | Rachel Atherton            |
| 3   | 28/07/2013 | Vallnord     | Rachel Atherton | Manon Carpenter | Myriam Nicole   | Rachel Atherton            |
| 4   | 11/08/2013 | Mt-St-Anne   | Emmeline Ragot  | Manon Carpenter | Floriane Pugin  | Rachel Atherton            |
| 5   | 15/09/2013 | Hafjell      | Rachel Atherton | Manon Carpenter | Myriam Nicole   | Rachel Atherton            |
| 6   | 22/09/2013 | Leogang      | Emmeline Ragot  | Rachel Atherton | Manon Carpenter | Rachel Atherton            |

1991 · 
1992 · 
1993 · 
1994 · 
1995 · 
1996 · 
1997 · 
1998 · 
1999 · 
2000 · 
2001 · 
2002 · 
2003 · 
2004 · 
2005 · 
2006 · 
2007 · 
2008 · 
2009 · 
2010 · 
2011 · 
2012 · 
2013 · 
2014 · 
2015 · 
2016 · 
2017 · 
2018 · 
2019 · 
2020 · 
2021 · 
2022 · 
2023 · 
2024 · 
2025